# Јосеф Манес
Јосеф Манес (чеш. Josef Mánes; Праг, 12. мај 1820 — Праг, 9. децембар 1871) био је чешки сликар и илустратор. Значајан је представник романтизма и оснивач савремене уметности у Чешкој. Његов отац је био Антонин Манес професор пејзажа на прашкој Академији а стрис Вацлав Манес био на овој школи два пута директор. Отац и стриц су имали велики утицај на овог сликара.

## Биографија
Јосеф Манес је био сматран за оснивача чешког сликарства и највећег мајстора у пејзажној уметности. Од своје петнаесте године студирао је на прашкој Академији а касније и у Минхену. У младости је путовао у Дрезден, Пољску и Шлезију. Његов лични живот се закомпликовао када се опет преселио у Праг, где је имао породичне проблеме. Имао је односе са слушкињом Франћишком Шћовичком, која је са њим затруднила и чекала је дете које он није признавао за своје.
Манес је узимао активно учешће у културном животу и био је активан у уметничком удружењу „Уметничка беседа“ и предложио је униформе и заставе за друштво „Солол“ и друга бројна патриотска удружења. 1857. године је посетио Русију и три године после тога Италију одакле се вратио болестан. Постепено душевно и физичко одумирање је настало услед обољења сифилисом. После две године тешких болова умро је у 51 години живота 1871. године у Прагу.

## Дела
Његово многострано дело је обухватало многе пејзаже, портрете, историјске сцене као и ботаничке студије. Од савременика његово дело није било прихватано и цењено је хладно и за Манеса је била значајна зависност од његовог пријатеља у кући дворца Силва- Тароуца. Познате су његове илустрације астрономског часовника прашког Орлоја и његове слике инспирисане сеоским животом који је за њега представљао хуманост и чистоту.

## Галерија
- Јосеф Манес - Јосефина
- Јосеф Манес - Љубавници
- Јосеф Манес - цртеж